# Brezovec (gmina Lendava)
Brezovec (węg. Végfalva) – wieś w Słowenii, w gminie Lendava. 1 stycznia 2018 liczyła 9 mieszkańców.